# Staartstuk

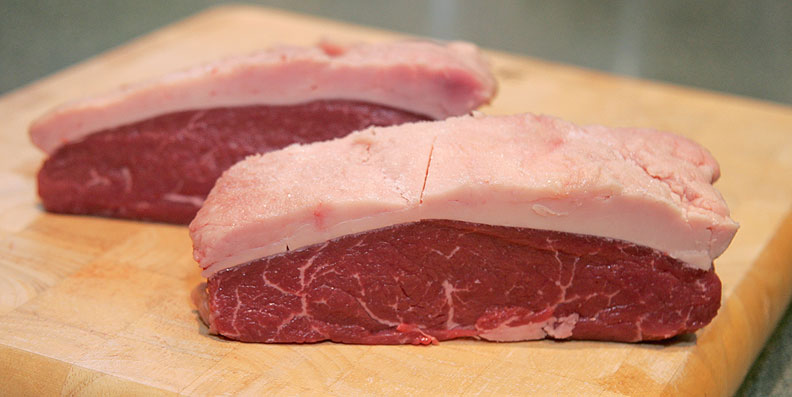
Staartstuk

Braziliaanse rundvleesbenamingen (picanha is nummer 8)

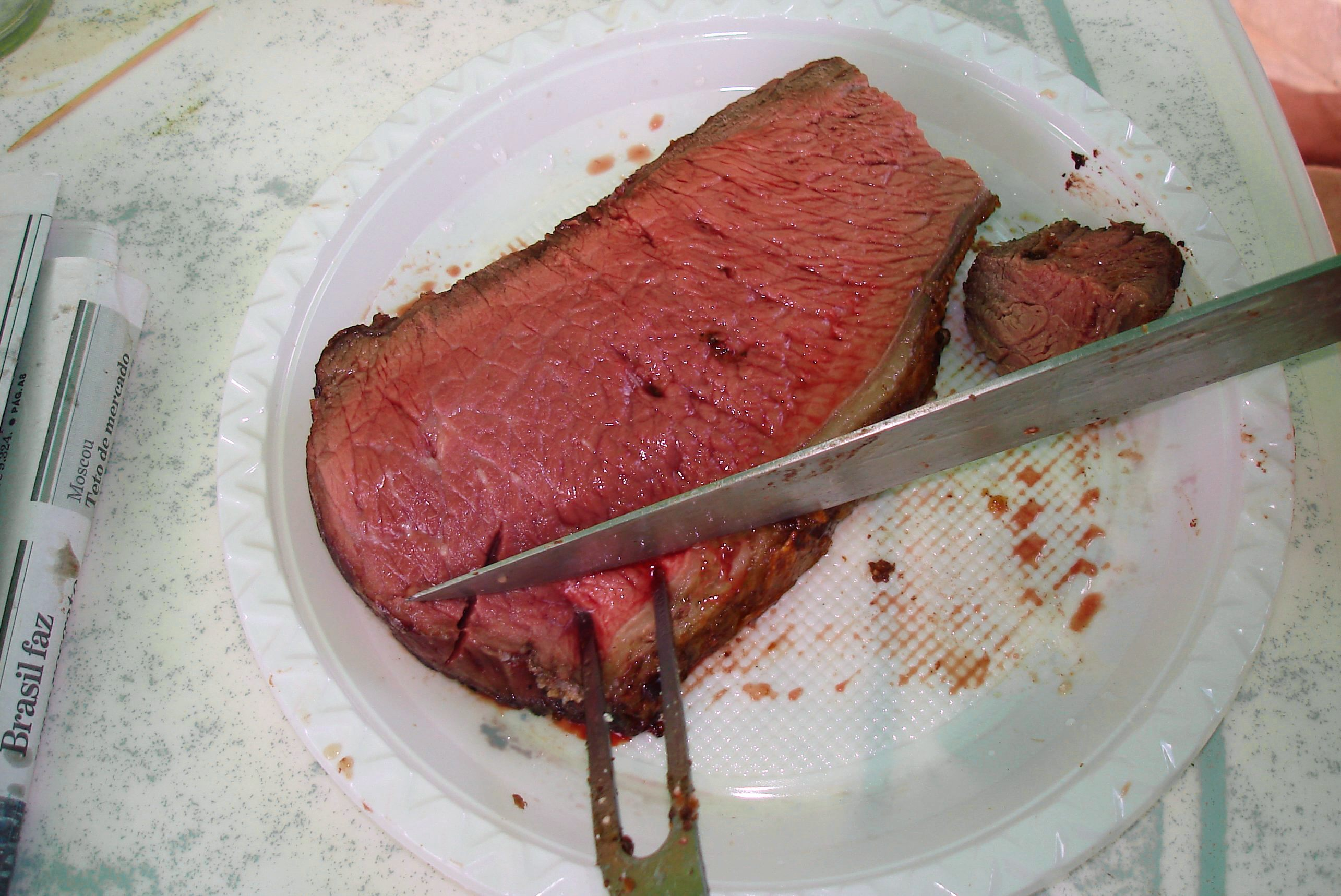
Rosé geroosterd staartstuk

Staartstuk is een deel van het rund dat populair is in Portugal en Brazilië. In deze regio's wordt het picanha genoemd en deze naam wordt internationaal steeds meer gebruikt. Staartstuk is het driehoekvormige deel aan het uiteinde van de platte bil. Een rund heeft twee staartstukken, deze zitten aan weerskanten van de staart. De bestemming van het staartstuk is rosbief.

## In Brazilië
In Brazilië is picanha doorgaans het kostbaarste stuk vlees. Het omliggende vet wordt in Brazilië meestal niet verwijderd en wordt daardoor meegenomen in het bereidingsproces. In bijvoorbeeld de Verenigde Staten wordt het vet vooraf weggesneden, tenzij de klant anderszins verzoekt.

## Geschiedenis
Het begrip picanha stamt mogelijk van het woord picana, de aanduiding voor een paal die gebruikt werd door veehouders in het zuiden van Spanje en Portugal (voornamelijk de Alentejo) om hun kudden te hoeden. Deze veehouderijtechniek werd door Portugese migranten meegebracht naar Brazilië. Uiteindelijk zou de term 'picanha' in Brazilië de betekenis gekregen kunnen hebben van het vleesstuk waar het rund door de veehouders werd gepord. Deze oorsprongsverklaring is echter betwistbaar.